# هیدرآدنیت چرکی
هیدرآدنیت عفونی (به انگلیسی: Hidradenitis suppurativa) نوعی از بیماری‌های پوستی است که توسط آبسه‌های خوشه‌ای یا بثورات زیر جلدی مشخص می‌شود. در بسیاری از موارد این جوش‌ها عاری از باکتری‌های واقعی هستند. محل‌های ایجاد جوش معمولاً زیر بغل، زیر سینه، رانها، کشاله ران و باسن هستند.

## درمان

### شیوهٔ زندگی
آب درمانی ، گرفتن دوش آب گرم و سرکه سفید.

### پزشکی
- آنتی‌بیوتیک‌ها:شامل ریفامپین، مترونیدازول، موکسی فلوکساسین، کلیندامایسین، تتراسایکلین و مینوسایکلین.[۴]
- تزریق کورتیکواستروئید
- داروهای ضد آنتروژن

### جراحی
درصورت مزمن بودن بیماری، از جراحی و پیوند بخشی از پوست استفاده می‌شود.

### لیزر مو
لیزری با طول موج ۱۰۶۴ نانومتر به درمان هیدرآدنیت چرکی کمک می‌کند.